# ショムニ
『ショムニ』は、安田弘之による漫画、およびそれを原作としたテレビドラマ、映画。
『モーニング』（講談社）において公募最優秀作として読みきり掲載された後、長期連載された。単行本全7巻、文庫本全3巻。

## 概要
とある大手の商事会社にある、落ちこぼれ社員が集められた庶務二課（略称ショムニ）に勤めるOLたちの人間模様を描いたコメディ。
2013年現在、版権は講談社からメディアファクトリーに移っている。

## 登場人物
塚原佐和子（つかはら さわこ）
本来の主役。温和だが地味で人付き合いができないという事で（ドラマ版では上司との不倫問題で）ショムニへ左遷され、坪井千夏に鍛えられる。踊りの才能があるらしい。
ドラマ版と映画版では主人公から脇役に変更され、その代わりにショムニのボスである坪井千夏が主人公に変更されている。
坪井千夏（つぼい ちなつ）
ショムニのボス。口が悪くて女王気質で色々な男友達（下僕）がいる。両親からは勘当されている。昔は今からは想像出来ない位の大人しい少女だった。ドラマ版と映画版では主人公とされている。
日向知世（ひむかい ちよ）
ショムニのメンバー。フルネームを一発で読める人は少ない。仕事は出来るが一言多い性格で、上司との衝突でショムニに廻された。人事部の陰謀でショムニを出る。ドラマ版では名前が日向リエに、一言多いキャラから無口で無表情なキャラに設定が変更されている。また、占い師の副業を持つという設定が追加された。
宮下佳奈（みやした かな）
ショムニのメンバー。愛称は「カナさん」（年上の坪井千夏ですらそう呼んでいる）。1年で2回離婚している魔性の女。美人なので人気があり、会社の上司とも付き合っている。血を見ると逆上する。占いや宝石鑑定もできる。
徳永佳代子（とくなが かよこ）
ショムニのメンバー。関西弁でおしゃべりでウソつき。彼氏持ち。ドラマ版では名前が徳永あずさに変更され、ショムニの最年長として誰が何をするか決める役を毎回務めている。話す言葉も関西弁ではなくなっている。
丸橋由美子（まるはし ゆみこ）
人事部の陰謀で日向知世の代わりにショムニにやってくる。メルヘングッズで机の周りをコーディネートしている（日々変化させている）。後に特務課の穴熊と付き合うことになる。ドラマ版では名前が丸橋梅に変更され、頭脳明晰で、坪井千夏と幼なじみという設定になっている。
井上洸二（いのうえ こうじ）
ショムニの課長ではあるが、気が弱くて仕事が出来ないため部下であるはずの坪井千夏らにいつもいじめられている。映画版では名前が井上洸一に変更されている。ドラマ版では千夏らにいじめられていると言う描写は一切無いが、気が弱くて仕事が出来ないのは同じであり、ショムニの自分のデスクの上で猫を飼っている描写が追加され、さらには何の意味も無しに毎日朝8時に出勤しては夜8時に退勤すると言う描写も追加されている。
右京友弘（うきょう ともひろ）
東京大学卒の若手エリート。塚原がひそかに思いを寄せる。それなりに仕事が出来る様だが、自意識はそれ以上に過剰で、そのプライドが傷付くのを恐れるため、失敗を避けようとする。資産家の母親や満帆商事社長、千夏までが彼のそうした性格を直そうとする。

## 書誌情報
モーニングKC
1. - 1996年8月1日発売
2. - 1996年11月1日発売
3. - 1997年2月1日発売
4. - 1997年5月1日発売
5. - 1997年6月1日発売
6. - 1997年7月1日発売
7. - 1997年9月1日発売

## テレビドラマ
1998年より江角マキコ主演でフジテレビにてドラマ化された。ドラマ版はストーリー展開や登場人物の役名・キャラクター設定などに大幅な変更が加えられている。また、一話完結形式である。

## 映画
劇場映画版は1998年11月28日に全国松竹系で公開。テレビドラマ版と関連のない映画オリジナル版であり、内容はむしろ漫画に近く、劇中での時間経過は2日間である。松竹の単独製作であり、テレビドラマ版を制作したフジテレビは関与していない。
主役の坪井千夏役は、当初はテレビドラマ版と同様に江角マキコを予定していたが、映画版の製作決定自体が急だったためスケジュール上の折い合いがつかず、高島礼子が主演となった。
内容は原作に忠実だったものの、ヒットしたテレビドラマ版の要素が無かったため、一般には受けが悪く、この年公開された日本映画の人気投票では、下から数えた方が早い程の低人気で終わり、映画雑誌『キネマ旬報』の1999年1月上旬号では同じフジテレビのドラマの映画化でありながら、大ヒットした東宝系の『踊る大捜査線 THE MOVIE』に対して、なぜ本作がヒットしなかったかを比較する記事が掲載されたほどであった。

### キャスト
- 坪井千夏 - 高島礼子
- 塚原佐和子 - 遠藤久美子
- 宮下カナ - 河合美智子
- 丸橋由美子 - 小林麻子
- 徳永佳代子 - 濱田マリ
- 井上洸一庶務二課長 - 小松政夫
- 津田勝一社長 - 佐藤允
- 右京友弘 - 袴田吉彦
- アカペラ・グループ - ザ・キングトーンズ
- 総務部長 - 上田耕一
- 経理課長 - 渡辺いっけい
- カッチャン - マイケル富岡
- 政夫さん - 阿部サダヲ
- 都電の運転士 - 田窪一世
- オカちゃん - 黒沼弘己
- ナカちゃん - 木下ほうか
- ゆみこ - 菅野美寿紀
- ホテルのマネージャー - 桜金造
- 徘徊人 - 日野陽仁
- TAFの作業員 - 徳井優
- リンダ - 矢木沢まり
- ツバキちゃん - 鈴木一功
- レポーター - 吉満涼太
- AV監督 - 小須田康人
- AVのおかまのメイク - 田中要次
- AV音声 - 山中聡
- 穴崎始 - 松重豊
- 蒲生純一、小柳友貴美、橘雪子 ほか

### スタッフ
- 監督 - 渡邊孝好
- 脚本 - 一色伸幸
- 音楽 - ファンキー末吉
- EDテーマ - 夜総会BAND「TENJIKUへ行こう〜Trust yourself〜」
- 撮影 - 渡部眞
- 編集 - 冨田功
- 助監督 - 原正弘、武正晴、谷口正晃、橋本光二郎
- オープニングタイトル - イクイティエンタテインメント、西村了
- 合成 - マリンポスト（大屋哲男、田中貴志）
- カースタント - アクティブ21（海藤幸広、橋本充吾）
- プロデューサー - 深澤宏、榎望、椿宜和、渡井敏久
- 製作者 - 野村芳樹
- 製作協力 - 株式会社大船撮影所

## 関連商品
- ビデオ・DVD「ショムニ」（1999年）[要説明]